# Fessia
Genre
Classification phylogénétique
Fessia est un genre de plantes à fleurs bulbeuses de la famille des Asparagacées, sous-famille des Scilloideae (également traitée comme la famille des Hyacinthaceae). La zone de répartition de ce genre s'étend de l'Iran à l'Asie centrale et au Pakistan.

## Description
Les espèces de Fessia poussent à partir de bulbes recouverts d'une tunique grise ou noire, violette à l'intérieur. Chaque bulbe produit une ou plusieurs tiges florales (hampes) portant des fleurs blanchâtres à bleues ou violettes. Les étamines ont des anthères bleu pâle. Les graines noires sont en forme de globe ou de goutte.
Un certain nombre d'espèces de Fessia, souvent sous leurs noms antérieurs dans le genre Scilla, sont cultivées par des jardiniers spécialisés en plantes bulbeuses ornementales ; ils sont rustiques mais certains ont besoin d'une période sèche en été. F. puschkinioides (syn. Scilla puchkinioides) est décrite comme « une espèce rustique facile à cultiver ».

## Systématique
Le genre Fessia a été créé par Franz Speta en 1998. Toutes les espèces étaient auparavant incluses dans un genre Scilla plus largement défini. Le genre est placé dans la tribu des Hyacintheae (ou la sous-famille des Hyacinthoideae par ceux qui utilisent la famille des Hyacinthaceae).

### Espèces
Actuellement (janvier 2024), 13 espèces sont admises par le World Checklist of Selected Plant Families  checklist établie par les jardins botaniques royaux de Kew sur le site Plants of the world online: 
- Fessia assadii Malekloo,
- F. bisotunensis (Speta) Speta,
- F. furseorum (Meikle) Speta,
- F. gorganica (Speta) Speta,
- F. greilhuberi (Speta) Speta,
- F. hohenackeri (Fish. & C.A. Mey.) Speta,
- F. khorassanica (Meikle) Speta,
- F. olangensis  Zubov & Ruksans,
- F. parwanica (Speta) Speta,
- F. purpurea (Griff.) Speta,
- F. puschkinioides (Regel) Speta,
- F. raewskiana (Regel) Speta,
- F. vvdenskyi (Pazij) Speta